# Clastoptera tibialis
Clastoptera tibialis är en insektsart som beskrevs av Carl Stål 1862. Clastoptera tibialis ingår i släktet Clastoptera och familjen Clastopteridae. Inga underarter finns listade i Catalogue of Life.